# Шаповалова, Татьяна Митрофановна
Татьяна Митрофановна Шаповалова (до 1984 — Мышьякова; род. 18 декабря 1959, с. Панино, Панинский район, Воронежская область) — советская волейболистка, нападающая, игрок сборной СССР (1983—1985). Мастер спорта СССР международного класса (1983).

## Биография
В 1977—1989 выступала за минские ТТУ/«Искра»/«Коммунальник», в составе которых дважды становилась бронзовым призёром чемпионатов СССР, бронзовым призёром Кубка СССР, а в 1987 — победителем розыгрыша Кубка обладателей кубков ЕКВ. В 1989—1996 играла в Италии, Турции и Хорватии.
В 1983—1985 годах — игрок национальной сборной СССР. Бронзовый призёр Кубка мира 1985, серебряный призёр чемпионата Европы 1983, серебряный призёр соревнований «Дружба-84».
После окончания игровой карьеры работала тренером в Минске.

## Достижения

### Клубные
- двукратный бронзовый призёр чемпионатов СССР — 1986, 1987.
- бронзовый призёр розыгрыша Кубка СССР 1985.
- победитель розыгрыша Кубка обладателей кубков ЕКВ 1987.

### Со сборной СССР
- бронзовый призёр розыгрыша Кубка мира 1985.
- серебряный призёр чемпионата Европы 1983.
- серебряный призёр соревнований «Дружба-84».